# Warjag (Schiff, 1989)
Die Warjag (russisch Варяг Waräger, bis 1996 Tscherwona Ukraina) ist ein Lenkwaffenkreuzer des Projekt 1164 der russischen Marine, der seit 1989 im Dienst steht.
Das Schiff lief 1983 vom Stapel und wurde der Pazifikflotte der sowjetischen Marine zugeteilt.

## Einsätze
Die Warjag wurde im vierten Quartal 2013 der russischen Flotte zugeteilt, die im Mittelmeer kreuzt. Gemeinsam mit dem Flaggschiff der Flotte, dem Lenkwaffenkreuzer Pjotr Weliki, und einigen Hilfsschiffen, soll sie dort russische Interessen wahren. Das Schiff besuchte als erstes Kriegsschiff der russischen Marine seit 1992 am 11. November 2013 für einen sechstägigen Aufenthalt den Hafen von Alexandria.
Vor dem G-20-Gipfel in Brisbane 2014 zeigte ein Flottenverband von vier Schiffen unter Führung der Warjag und mit dem Zerstörer Marschall Schaposchnikow im November 2014 Flagge vor der Küste Australiens.
Die Warjag wurde vor Kriegsbeginn des russischen Überfalls auf die Ukraine 2022 ins Mittelmeer beordert, konnte jedoch aufgrund der Sperrung des Bosporus nicht ins Schwarze Meer einlaufen.